# Joe Public Football Club
Maillots
Dernière mise à jour : 10 février 2012.
Le Joe Public Football Club est un club de football (soccer) trinidadien basé à Tunapuna.  Il évolue au Marvin Lee Stadium qui a une capacité de 6 000 places. Le club est présidé par Austin « Jack » Warner, le vice-président de la FIFA.

## Palmarès
- CFU Club Championship (2) 
  - Vainqueur : 1998, 2000
  - Finaliste : 2007, 2010

- Championnat de Trinité-et-Tobago (3)
  - Champion : 1998, 2006, 2009

- Coupe de Trinité-et-Tobago (3)
  - Vainqueur : 2001, 2007, 2009
  - Finaliste : 1999, 2000

- Coupe FCB de Trinité-et-Tobago
  - Finaliste : 2008, 2009

- Coupe Pro Bowl de Trinité-et-Tobago (2)
  - Vainqueur : 2009, 2011

- Coupe Toyota Classic de Trinité-et-Tobago (2)
  - Vainqueur : 2007, 2009

## Anciens joueurs
| - Kevaughn Connell - Arnold Dwarika - Cyd Gray | - Kenwyne Jones - Brent Sancho - Densill Theobald |